# Podravska (regija)
Podravska regija je jedna od dvanaest statističkih regija Slovenije. Prema podacima iz 2005. u regiji živi 319.235 stanovnika.
Regija obuhvaća općine:
- Općina Benedikt
- Općina Cerkvenjak
- Općina Destrnik
- Općina Dornava
- Općina Duplek
- Općina Gorišnica
- Općina Hajdina
- Općina Hoče – Slivnica
- Općina Juršinci
- Općina Kidričevo
- Općina Kungota
- Općina Lenart
- Općina Lovrenc na Pohorju
- Općina Majšperk
- Općina Maribor
- Općina Markovci
- Općina Miklavž na Dravskem polju
- Općina Oplotnica
- Općina Ormož
- Općina Pesnica
- Općina Podlehnik
- Općina Ptuj
- Općina Rače – Fram
- Općina Ruše
- Općina Selnica ob Dravi
- Općina Slovenska Bistrica
- Općina Starše
- Općina Sveta Ana
- Općina Sveta Trojica v Slovenskih goricah
- Općina Sveti Andraž v Slovenskih goricah
- Općina Šentilj
- Općina Trnovska vas
- Općina Videm
- Općina Zavrč
- Općina Žetale